# Arnaldo Estrella
Arnaldo de Azevedo Estrella (Rio de Janeiro, 14 de março de 1908 - Petrópolis, 21 de fevereiro de 1980) foi um pianista brasileiro. 

## Biografia
Estudou na Escola Nacional de Música do Rio de Janeiro, onde foi aluno de Joaquim Antonio Barroso Neto, Oscar Lorenzo Fernández e Tomás Terán. Fez turnês desde 1935 e, na década de 1940, apresentou-se muitas vezes nos Estados Unidos, inclusive com orquestras, sob a regência de Eugene Ormandy e Dimitris Mitropoulos. 
Entre 1947 e 1952, Estrella morou e trabalhou em Paris. Na década de 1960, apresentou-se na URSS e em outros países do bloco socialista. Escreveu um artigo sobre a música brasileira especialmente para o livro Brasil. Economia, Política, Cultura, publicado em Moscou (1963).
Entre os seus autores preferidos estavam Frédéric Chopin, Johannes Brahms e Sergei Rachmaninov, além de compositores brasileiros. O pianista estabeleceu uma longa parceria criativa com Villa-Lobos e foi o primeiro intérprete de várias de suas obras, incluindo o ciclo de piano Hommage à Chopin (Paris, 1949) e o Concerto para piano e orquestra nº 3 (Rio de Janeiro, 1957). Estrella também escreveu um importante ensaio  sobre Villa-Lobos, Os quartetos de cordas de Villa-Lobos, premiado em concurso no ano de  1970.
Durante muitos anos, Estrella ensinou na Universidade Federal do Rio de Janeiro, onde, entre os seus alunos, destacaram-se os pianistas brasileiros Maria Josephina Mignone, Arnaldo Cohen, Vera Astrachan, Jean Louis Steuerman e outros.
Arnaldo Estrella era casado com a violinista Mariuccia Iacovino, com quem frequentemente se apresentava em dueto. Morreu de ataque cardíaco, em Petrópolis. Foi sepultado no Cemitério de São João Batista, em Botafogo, zona sul do Rio de Janeiro.